# Fatbardha Gega
Fatbardha Gega (ur. 1919 w Fierze, zm. 1999 w Tiranie) – albańska pedagożka, nauczycielka i psycholożka.

## Życiorys
Córka lekarza Ismaila Gegi i Hanushy. Kształciła się początkowo w szkole dla dziewcząt w Tiranie (Instituti Nana Mbretneshe), a następnie studiowała na wydziale medycznym Uniwersytetu Florenckiego. W 1942 podjęła pracę nauczycielki historii w gimnazjum im. Doniki Kastrioti w Szkodrze. Z czasem objęła funkcję dyrektorki tej szkoły.
Po zakończeniu wojny pracowała jako dyrektorka jednej ze szkół średnich w Tiranie, a następnie jako wicedyrektorka w szkole pedagogicznej w Tiranie. W 1965 rozpoczęła pracę naukową w Instytucie Podręczników Szkolnych, a od 1966 pracowała w Wydziale Studiów Pedagogicznych ministerstwa edukacji. W 1970 przeszła na emeryturę. Pozostawiła po sobie szereg prac z zakresu pedagogiki i podręczników wykorzystywanych w praktyce pedagogicznej, a także omawiających rolę rodziny w edukacji dziecka.
Przez władze Albanii uhonorowana tytułem Nauczyciela Ludu (Mesues i Popullit). Imię Gegi nosi jedna z ulic w Prisztinie.

## Publikacje
- 1957: Roli i familjes në edukimin e sjelljes së kulturuar tek fëmijët
- 1964: Psikologji: për shkollën e mesme pedagogjike (Psychologia: dla średnich szkół pedagogicznych)
- 1968: Të farkëtojmë karaktere të forta (Kształtujemy silne charaktery)
- 2002: Për ju mësues dhe prindër: krijime psikopedagogjike (Dla was nauczyciele i rodzice: twórczość psychopedagogiczna)